# Liste der Einträge im National Register of Historic Places im Wright County (Missouri)

Lage des Wright Countys in Missouri

Die Liste der Einträge im National Register of Historic Places im Wright County in Missouri führt die Bauwerke und historischen Stätten im Wright County auf, die in das National Register of Historic Places aufgenommen wurden.

## Legende
| NRHP | Historic Place             |
| NHL  | National Historic Landmark |

## Aktuelle Einträge
| [ 3 ] | Name                                                             | Bild                       | Eintragsdatum        | Lage                                                                            | Ort            | Beschreibung |
| ----- | ---------------------------------------------------------------- | -------------------------- | -------------------- | ------------------------------------------------------------------------------- | -------------- | --- |
| 1     | Administration Building, Missouri State Fruit Experiment Station |                            | 1979 ID-Nr. 79001398 | Nördlich von Mountain Grove abseits des US 60 37° 9′ 11″ N, 92° 15′ 45″ W       | Mountain Grove | |
| 2     | Kelton House                                                     |                            | 1983 ID-Nr. 86002803 | MO 38 Ecke Church Street 37° 16′ 9″ N, 92° 30′ 46″ W                            | Hartville      | |
| 3     | Mountain Grove Bandstand                                         |                            | 1989 ID-Nr. 88003218 | Main Street Ecke 2nd Street 37° 7′ 46″ N, 92° 15′ 44″ W                         | Mountain Grove | |
| 4     | Mountain Grove City Hall                                         |                            | 2012 ID-Nr. 12000050 | 301 East 1st Street 37° 7′ 44,8″ N, 92° 15′ 41,4″ W                             | Mountain Grove | |
| 5     | Laura Ingalls Wilder House                                       | Laura Ingalls Wilder House | 1970 ID-Nr. 70000353 | Rund 1,5 km östlich von Mansfield südlich des US 60 37° 5′ 58″ N, 92° 33′ 22″ W | Mansfield      | Auch bekannt als Rocky Ridge Farm; Anwesen der Schriftstellerin Laura Ingalls Wilder von 1896 bis zu ihrem Tod 1957 |